# Université panaméricaine
L'Université panaméricaine (Universidad Panamericana) est une université privée catholique au Mexique, liée à l'Opus Dei. 
Il y a trois campus : dans la ville de Mexico, à Guadalajara et à Aguascalientes (jusqu'à 2007 l'Universidad Bonaterra).

## Histoire
L'université a été fondée en 1967 sous le nom d'Instituto Panamericano de Alta Dirección de Empresas (IPADE, Institut Panaméricaine d'Haute Direction des Enterprises), une école de business. En 1968 le précurseur direct de l'université, l’Instituto Panamericano de Humanidades (IPH, Institut Panaméricaine des Humanités), a été créé. Et finalement en 1978, l'IPH prendre le nom d’Universidad Panamericana.